# 재러드 S. 길모어
재러드 S. 길모어(Jared S. Gilmore, 2000년 5월 3일 ~ )는 미국의 배우이다.